# Aleksandar Stanković
Aleksandar Stanković (Bačka Topola, 8. travnja 1970.) hrvatski je radijski i televizijski voditelj najpoznatiji po svojoj emisiji Nedjeljom u 2.

## Raniji život
Osnovnu školu pohađao u Karlovcu, srednju školu u Zagrebu. Godine 1995. diplomirao je pravo na Sveučilištu u Zagrebu. Nakon studija zaposlio se 1996. na Hrvatskom radiju u informativno-političkoj redakciji. Godine 1998. na Hrvatskom radiju vodio je emisiju Poligraf. 

## Televizijska karijera
Od 2000. godine na HRT-u uređuje i vodi emisiju Nedjeljom u dva. U serijama Bitange i princeze i Dobre namjere nastupio je kao cameo-glumac tumačeći »poznatog ćelavca«. Autor je dokumentarnih filmova Moje želje moji snovi (2004.) i Tata ide u pan (2005.) te putopisnih serijala Vjetar u kosi (2014., 2015., 2016.). Objavio zbirke poezije Jutra pobijeđenih (2001.), Igor Mandić na mjesecu (2010.) i Uglavnom su me voljele starije gospođe (2011.) te knjigu Sto faca i Aca (2013.), o emisiji Nedjeljom u dva. 

## Nagrade
Dobitnik godišnje nagrade HRT-a za 1999. (za emisiju Poligraf) te HND-ovih nagrada »Marija Jurić Zagorka« za 2000. (za najbolji talk show) i »Novinar godine« za 2009.

## Privatni život
Od 2010. boluje od depresije.

## Filmografija

### Televizijske uloge
- Bitange i princeze
- Dobre namjere
- Kokice kao gost emisije (2019.)

Dokumentarni filmovi:
"Moje želje moji snovi" 2004. dokumentarni film o nezaposlenima
"Tata ide u Pan" 2005. dokumentarni film o MMA borcu Mirku Filipoviću
Putopisi:
"Vjetar u kosi 1" 2014. moto putopis po Slavoniji, Zagorju, Banovini, Lici i Gorskom kotaru
"Vjetar u kosi 2" 2015. moto putopis po Kvarneru, Zagori i Dalmaciji
"Vjetar u kosi 3" 2016. moto putopis Austrija, Slovenija, Hrvatska

### Voditeljske uloge
- Nedjeljom u dva kao voditelj emisije (2000. − danas)
- Poligraf kao voditelj na radiju (1998.)